# (19919) Pogorelov
(19919) Pogorelov est un astéroïde de la ceinture principale.

## Description
(19919) Pogorelov est un astéroïde de la ceinture principale. Il fut découvert le 8 octobre 1977 à Naoutchnyï par Lioudmila Tchernykh. Il présente une orbite caractérisée par un demi-grand axe de 2,67 UA, une excentricité de 0,19 et une inclinaison de 13,0° par rapport à l'écliptique.

## Compléments